# Jorge Castiglia
Jorge José Castiglia (Buenos Aires, Argentina 22 de abril de 1946) fue un futbolista argentino que jugó de puntero izquierdo.

## Trayectoria
Debutó en San Lorenzo de Almagro jugó entre los años 1964 y 1967 en los cuales disputó 34 partidos y convirtió 3 goles.
Luego de tres años en San Lorenzo firmó contrato para jugar con la camiseta de Gimnasia y Esgrima La Plata. En este club marcó 25 goles en 129 partidos jugando desde 1968 y 1972. En su debut con el conjunto azul y blanco, le tocó disputar el clásico platense, del año 1968, con resultado de 3-3 en el cual Castiglia hizo 2 goles de penal. En 1970 fue una pieza clave en la delantera, formando parte de la Barredora junto con Héctor Pignani y Delio Onnis.
En el año 1974 llegó a Altos Hornos Zapla, donde se retiró con 28 años, jugó 13 partidos haciendo 2 goles.
- Datos: Q5934741